# Courris
Courris település Franciaországban, Tarn megyében. Lakosainak száma 80 fő (2022. január 1.). Courris Ambialet, Assac és Saint-Cirgue községekkel határos.

## Népesség
A település népességének változása:
| Lakosok száma | 84   | 84   | 83   | 80   | 80   | 79   | 79   | 79   | 80   |
|               | 2013 | 2015 | 2016 | 2017 | 2018 | 2019 | 2020 | 2021 | 2022 |